# Friedhof Srebrniče

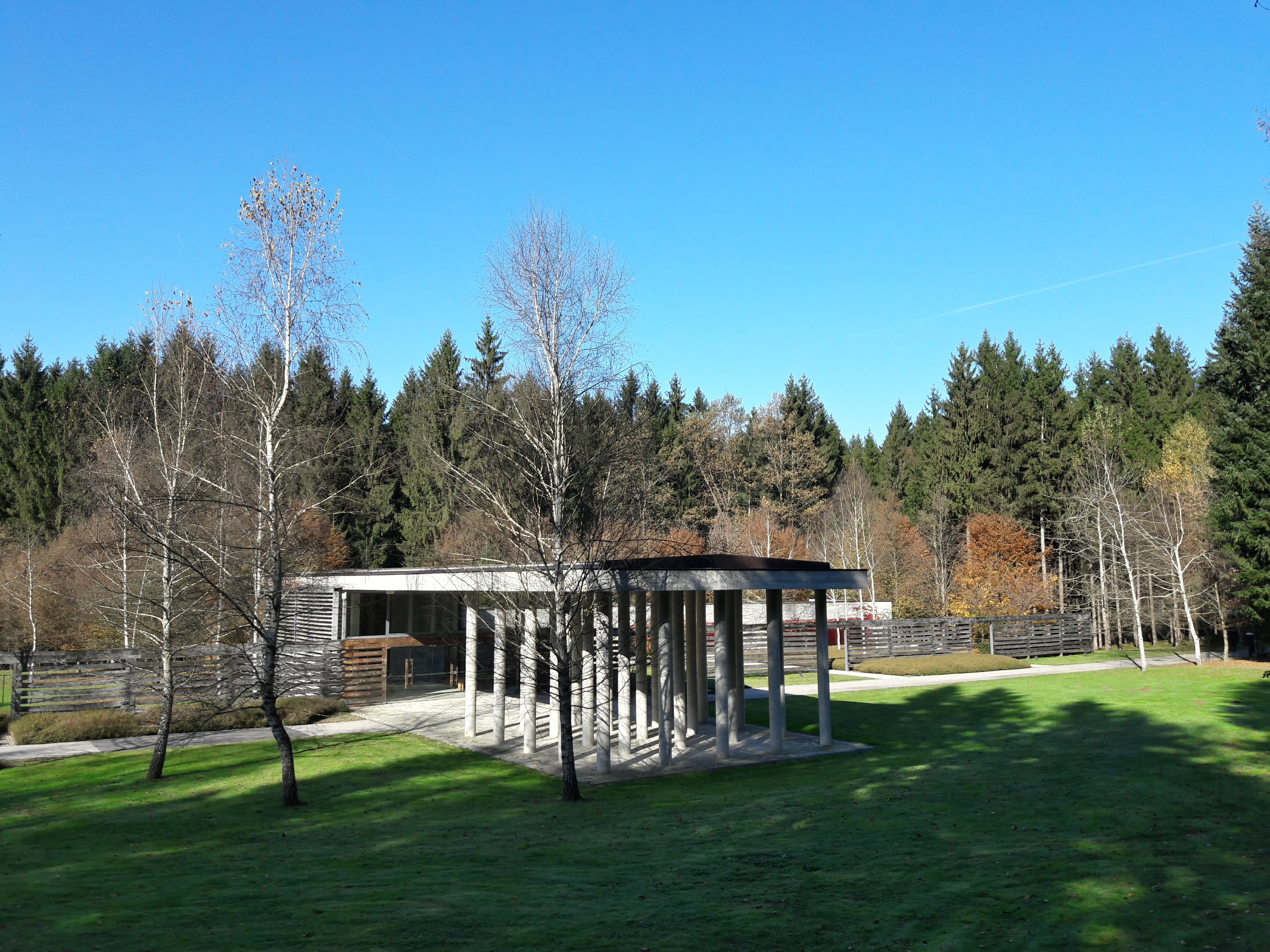
Friedhof Srebrniče

Der Friedhof Srebrniče befindet sich in einem Wald in der Siedlung Srebrniče in der Stadtgemeinde Novo mesto in Slowenien.

## Geschichte
Der Friedhof wurde im Jahr 2000 nach den Plänen des Architekten Aleš Vodopivec erbaut.

## Architektur
Die Friedhofsanlage hat eine Einsegnungshalle und vier abgeschlossene Aufbahrungskapellen. Eine monumental überhöhte offene Säulenhalle mit 25 Säulen in quadratischer Anordnung wurde den Stämmen einer Baumgruppe vor der Waldgrenze gegenübergestellt. Bei der dreiseitig verglasten Einsegnungshalle verschmilzt der gebaute Raum mit dem Naturraum. Vorgestellte Betonscheiben begrenzen die Einsehbarkeit der Aufbahrungskapellen.

## Auszeichnungen
- 2011 Ernst-A.-Plischke-Preis